# Häuslfeld
Häuslfeld ist ein Gemeindeteil der Gemeinde Hartenstein im Landkreis Nürnberger Land (Mittelfranken, Bayern). Häuslfeld liegt in der Gemarkung Hartenstein.

## Lage
Die Einöde Häuslfeld liegt etwa einen Kilometer östlich und oberhalb der Pegnitz und etwa ebenso weit westlich von Hartenstein am südlichen Ende des Gewerbegebiets der Eckart-Werke. Die Nachbarorte sind, im Norden beginnend im Uhrzeigersinn, Güntersthal und Velden, Hartenstein, Höflas, Rupprechtstegen und Lungsdorf. Oberfranken und die Oberpfalz grenzen in unmittelbarer Nähe an. Der nächste Bahnhof ist in Rupprechtstegen. Im Südosten liegt der Konradsberg (535 m) und im Südwesten der Ziegelberg (526 m).